# Amaru (poet)

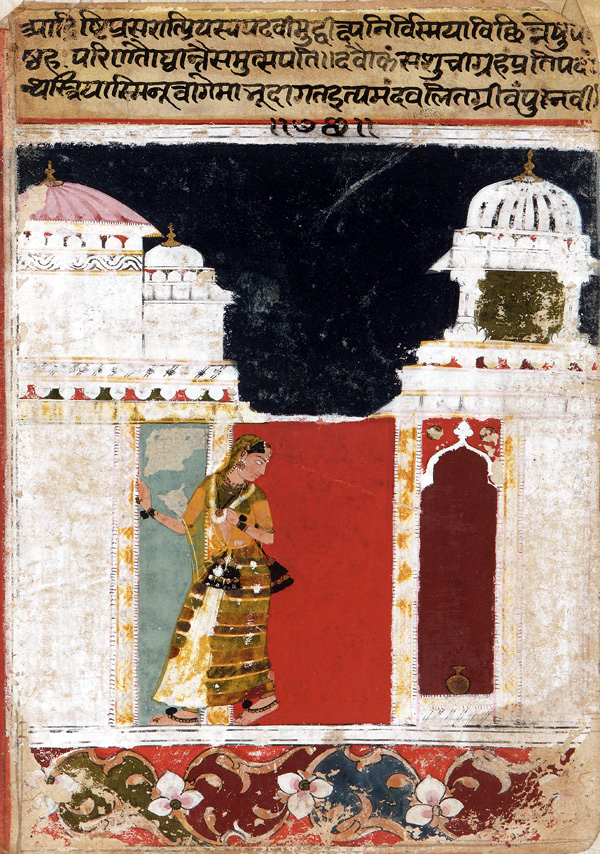
Femeie aşteptându-şi soţul, scenă din Amaru-sátaka, după o pictură din secolul al XVII-lea

Amaru (secolele VII - VIII) a fost poet indian de limbă sanscrită, cunoscut mai ales pentru scrierea Amaru-sátaka, culegere de poezii erotice alcătuit din catrene de o deosebită plasticitate și care constituie cel mai frumos ciclu de dragoste din literatura hindusă.